# Podmyče
Obec Podmyče (německy Pomitsch) se nachází v okrese Znojmo v Jihomoravském kraji. Žije zde 115 obyvatel.

## Název
Písemné doklady z 1323 (zapsáno Pomocz, Pomoc) a 1560 (zapsáno Pamcze, 2. pád) vedou ke třem možným výchozím podobám jména vsi: 1) Pomoč (mužského rodu) odvozená od osobního jména Pomoc nebo Pomok, 2) Pomuč (mužského rodu) odvozená od osobního jména Pomuk, 3) Pomeč (mužského rodu) odvozená od osobního jména Pomek. Nedokonalý pravopis písemných záznamů nedovoluje o výchozí podobě místního jména jednoznačně rozhodnout. Význam místního jména byl bez ohledu na hláskovou nejistotu "Pom-ův majetek". Z některého z uvedených tvarů vznikla podoba Pomč, které bylo převedeno do němčiny jako Pomitsch, to bylo přejato zpět do češtiny jako Pomýč (přichýlením k mýti), které přešlo do množného Pomyče (psáno též Pomiče). Podle vzoru jiných sídelních jmen začínajících na Pod- vzniklo Podmyče (poprvé doloženo 1371).

## Historie
První písemná zmínka o obci pochází z roku 1323. V roce 1921 zde žilo 284 obyvatel (z toho 264 německé národnosti) v 62 domech.

## Pamětihodnosti
- Kaple svaté Markéty na návsi, barokní, z roku 1721[7]
- Výklenková kaplička v polích